# Paracyphocrania tecticollis
Paracyphocrania tecticollis är en insektsart som först beskrevs av Ludwig Redtenbacher 1908.  Paracyphocrania tecticollis ingår i släktet Paracyphocrania och familjen Phasmatidae. Inga underarter finns listade i Catalogue of Life.